# Postępowanie incydentalne
Postępowanie incydentalne – jedna z kategorii postępowania dodatkowego. W jego toku załatwia się kwestie dodatkowe, które pojawiają się w czasie postępowania zasadniczego. W literaturze jako przykład postępowania incydentalnego podaje się kwestię tymczasowego aresztowania.